# Infanterie-Regiment „Generalfeldmarschall von Mackensen“ (3. Westpreußisches) Nr. 129
Das Infanterie-Regiment „Generalfeldmarschall von Mackensen“ (3. Westpreußisches) Nr. 129 war ein Infanterieverband der Preußischen Armee.

## Geschichte
Der Verband wurde durch A.K.O. vom 24. März 1881 als Infanterie-Regiment Nr. 129 errichtet. Dazu gaben die Regimenter Nr. 2, 9, 14, 21, 31, 34, 49, 54, 61, 84, 85 und 86 jeweils eine Kompanie ab. Zunächst war das Regiment in Bromberg stationiert und der 7. Infanterie-Brigade der 4. Division unterstellt.
Am 27. Januar 1902 erließ Wilhelm II. den Armee-Befehl, dass die bislang noch ohne landmannschaftliche Bezeichnung geführten Verbände zur besseren Unterscheidung und zur Traditionsbildung eine Namenserweiterung erhielten. Das Regiment führte daher ab diesem Zeitpunkt die Bezeichnung 3. Westpreußisches Infanterie-Regiment Nr. 129.
Seit 2. Oktober 1893 stand das III. Bataillon in Schneidemühl, bis das Regiment schließlich am 1. April 1903 in Graudenz zusammengeführt wurde. Gleichzeitig wurde der Verband der 69. Infanterie-Brigade unterstellt.

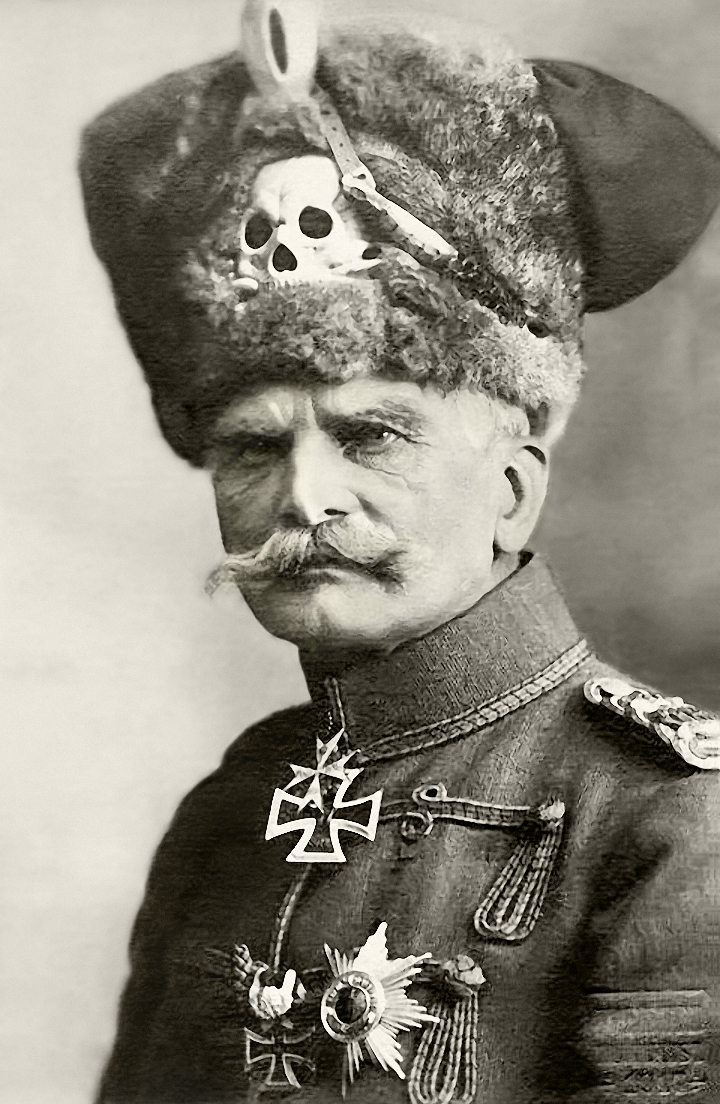
Der Regimentschef und Namensgeber August von Mackensen

Erster und einziger Regimentschef war der preußische Generalfeldmarschall August von Mackensen, der diese Würde am 27. November 1915 erhalten hatte. Dessen Namen erhielt der Verband am 25. Oktober 1916 durch Wilhelm II. aufgrund der militärischen Erfolge während des Feldzuges in Rumänien. Es führte bis zur Auflösung die Bezeichnung Infanterie-Regiment Generalfeldmarschall von Mackensen (3. Westpreußisches) Nr. 129.

### Erster Weltkrieg
Zu Beginn des Ersten Weltkriegs war das Regiment am 2. August 1914 mobilgemacht worden. Es beteiligte sich im Verband mit der 69. Infanterie-Brigade zunächst an der Grenzsicherung in Ostpreußen gegen Russland und kämpfte in der Schlacht bei Gumbinnen. Im Anschluss daran musste nach großen Verlusten die 4., 9. und 11. Kompanie aufgelöst werden, die jedoch Anfang September durch das Ersatz-Bataillon wieder neu aufgestellt wurden. Auch während der Schlacht an der Rawka-Bzura erlitt das Regiment wieder hohe Verluste, sodass das II. Bataillon aufgelöst und sich das I. und III. Bataillon zu je drei Kompanien formierte. Am 16. Mai 1915 änderte sich das Unterstellungsverhältnis und das Regiment wurde der 209. Infanterie-Brigade zugeordnet. In der Folge kam der Verband während der Feldzüge in Serbien und Rumänien zum Einsatz. Am 25. September 1916 erhielt das Regiment eine 2. und 3. MG- sowie am 7. September 1918 eine MW-Kompanie.

### Verbleib
Nach Kriegsende kehrten die Reste des Regiments nach Graudenz zurück, wo ab 1. Januar 1919 die Demobilisierung erfolgte.
Aus demobilisierten Teilen bildeten sich verschiedene Freiformationen. Das I. und II. Bataillon stellte das Freiwilligen-Bataillon XVII, das III. Bataillon das Grenzschutz-Bataillon „Graudenz“ auf. Außerdem kam es zur Aufstellung der Freiwilligen-Kompanie „Almers“, die zum Freiwilligen-Detachement „Drews“ trat, und der Freiwilligen-Kompanie „von der Decken“ durch die 1. und 3. Ersatz-Kompanie. Schließlich folgte noch am 10. April 1919 die Aufstellung des Freiwilligen-Infanterie-Regiments 129. Diese Formation war in Thorn beim Grenzschutz im Einsatz.
Mit der Bildung der Vorläufigen Reichswehr gingen einzelne Einheiten u. a. in den Reichswehr-Infanterie-Regimentern 33, 73 und 109 auf.
Die Tradition übernahm in der Reichswehr durch Erlass des Chefs der Heeresleitung General der Infanterie Hans von Seeckt vom 24. August 1921 die 14. Kompanie des 4. (Preußisches) Infanterie-Regiments.

## Kommandeure
| Dienstgrad            | Name                                  | Datum                                                               |
| --------------------- | ------------------------------------- | ------------------------------------------------------------------- |
| Oberstleutnant        | Hugo von Aschoff                      | 01. April bis 13. Mai 1881 (mit der Führung beauftragt)             |
| Oberstleutnant/Oberst | Hugo von Aschoff                      | 14. Mai 1881 bis 12. Januar 1885                                    |
| Oberst                | Otto von der Schulenburg              | 13. Januar 1885 bis 4. Februar 1887                                 |
| Oberstleutnant        | Georg Kirchhof                        | 05. Februar bis 7. März 1887                                        |
| Oberst                | Georg Kirchhof                        | 08. März 1887 bis 23. März 1890                                     |
| Oberst                | Ferdinand von Ziegler und Klipphausen | 24. März 1890 bis 15. August 1891                                   |
| Oberst                | Konstantin von Zepelin                | 22. August 1891 bis 13. Mai 1894                                    |
| Oberst                | Leonhard Nauwerck                     | 14. Mai 1894 bis 15. Juni 1896                                      |
| Oberst                | Maximilian Braumüller                 | 16. Juni 1896 bis 2. Juli 1899                                      |
| Oberst                | Arthur Schwarz                        | 03. Juli 1899 bis 21. März 1903                                     |
| Oberst                | Alfred von Otterstedt                 | 22. März 1903 bis 13. April 1907                                    |
| Oberst                | Johannes Liebach                      | 14. April 1907 bis 19. März 1911                                    |
| Oberst                | Carl Rehbach                          | 20. März 1911 bis 18. Juni 1912                                     |
| Oberst                | Louis Hoffmann                        | 19. Juni 1912 bis 17. Dezember 1913                                 |
| Oberstleutnant        | Ludwig Breßler                        | 18. Dezember 1913 bis 16. Februar 1914 (mit der Führung beauftragt) |
| Oberst                | Ludwig Breßler                        | 17. Februar 1914 bis 25. Januar 1915                                |
| Oberstleutnant        | Ferdinand von Matthießen              | 27. Januar bis 14. April 1915                                       |
| Oberstleutnant        | Seydel                                | 15. April bis 28. Dezember 1915                                     |
| Oberstleutnant        | Albrecht von Köller                   | 29. Dezember 1915 bis 23. August 1917                               |
| Major                 | Friedrich von Keßler                  | 24. August bis 31. Oktober 1917                                     |
| Oberstleutnant        | Scheuermann                           | 01. November 1917 bis 10. Januar 1918                               |
| Major                 | Wilhelm von Richthofen-Seichau        | 11. Januar 1918 (Kommando aufgrund Krankheit nicht angetreten)      |
| Major                 | Gustav von Strensee                   | (Kommando aufgrund Krankheit nicht angetreten)                      |
| Oberstleutnant        | Fritz von Kittlitz                    | 23. Januar bis 10. Mai 1918                                         |
| Major                 | Theodor von Winkler                   | 11. Mai 1918 bis 19. Januar 1919                                    |
| Oberst                | Günther von Below                     | 20. Januar bis 30. September 1919                                   |